# Giovanni Bovara
Giovanni Bovara Rejna (Malgrate, 30 settembre 1734 – Milano, 12 ottobre 1812) è stato un presbitero e politico italiano.

## Biografia

### I primi anni
Giovanni Bovara nacque a Malgrate, paese alla periferia di Lecco  , il 30 settembre 1734, figlio secondogenito di Cristoforo Bovara Rejna e di Teodora Brentano Riati. La sua famiglia già dai primi anni del XVIII secolo si era arricchita notevolmente attraverso la produzione ed il commercio della seta e per questo Giovanni poté essere avviato senza problemi alla carriera ecclesiastica, studiando nel seminario di Milano e venendo ordinato sacerdote nel 1758 nel Duomo di Milano. Scelse di entrare nella congregazione diocesana degli Oblati. Interessato al mondo letterario e culturale della Milano dell'epoca, entrò nell'Accademia dei Trasformati, eccellendo in poesia latina ed entrando in poemica con padre Branda a fianco di letterati come Giuseppe Parini.

### La nomina a insegnante e le riforme scolastiche come ministro del governo austriaco
Per i suoi meriti, nel 1769 venne nominato professore di Istituzioni Canoniche presso l'Università di Pavia, anche in virtù del fatto che fu uno strenuo sostenitore della politica statale in generale e del ruolo che il potere laico doveva avere in rapporto con quello ecclesiastico. Nel 1772 venne prescelto dalle autorità austriache per essere nominato segretario di governo (ministro) per il Ducato di Milano e venne nel contempo spostato ad insegnare Istituzioni Ecclesiastiche nelle Scuole palatine di Milano.
Furono questi gli anni in cui il Bovara iniziò a lavorare ad una riforma scolastica, visitando tra il 1771 ed il 1775 diversi istituti scolastici della Lombardia austriaca, oltre a collegi, biblioteche e luoghi culturali, sperimentando poi nelle province di Cremona, Lodi e Casalmaggiore un modello scolastico che a suo avviso si sarebbe dovuto applicare a tutto lo stato.
Il Bovara fu il primo in riformatore in Italia a stabilire la necessità di creare tre tipi di scuole: quella elementare (dove si imparava a leggere, scrivere e far di conto), di grammatica italiana e latina (per la preparazione ai licei) e le scuole di artigianato come quella di disegno ornamentale, di aritmetica e di carteggio mercantile. Il giuseppinismo, che tanto in quegli anni stava imperando, vide di buon occhio l'operato del Bovara e gli acconsentì di accordarsi coi vari vescovi delle diocesi interessate dalle riforme per sopprimere le locali confraternite considerate "sovrabbondanti" alle necessità delle comunità. Non gli riuscì di organizzare questo modello a Milano per una sostanziale opposizione dell'arcivescovo che cedette solo nel 1786 con l'avvento delle scuole normali statali che si basarono non a caso sul modello del Bovara.
Anche nelle scuole superiori e nei collegi, il Bovara si preoccupò in particolare di riformare il personale docente che egli riteneva dovesse essere innanzitutto secolarizzato, introducendo nei ginnasi inoltre discipline come aritmetica, storia, geometria, geografia, fisica e storia naturale, migliorando anche la conoscenza della lingua italiana che avrebbe sostituito il latino anche nei corsi di filosofia. A Milano ancora Giovanni Bovara si occupò anche del grande sequestro operato dal governo austriaco a danno dei gesuiti a Brera, ove egli propose in seguito la creazione di un'accademia delle scienze e delle arti. Propose queste riforme anche a Mantova dal 1777.
Continuando ad occuparsi attivamente di politica, entrò nel merito della questione dei matrimoni esplosa in quegli anni, sostenendo come molti che anche lo stato aveva una competenza civile nei matrimoni, così come nella decisione dei confini delle diocesi, in particolare nei negoziati che intraprese Giuseppe II con la Repubblica di Venezia dai quali il Bovara sostenne dovesse essere completamente esclusa ogni ingerenza da parte di Roma. I suoi legami con lo stato austriaco si fecero ancora più stretti in questi anni dal momento che il fratello di Giovanni si associò in affari col ricchissimo mercante e banchiere milanese Antonio Greppi.
Seguendo le basi gettate dal Bovara stesso, quando il ministro Wenzel Anton von Kaunitz-Rietberg nel 1782 dovette dimostrare in qualche modo la superiorità del governo di Vienna su quello della chiesa romana anche in materia ecclesiastica nel milanese, Giovanni venne nominato abate commendatario di San Giovanni Evangelista di Appiano Gentile, area dove poi altri membri della sua famiglia acquisteranno importanti terreni e proprietà.
Dopo il periodo delle sperimentazioni, il governo austriaco nel 1786 nominò una commissione ecclesiastica che tra i membri vantò il Bovara stesso che si occupò delle riforme relative all'università, ai ginnasi, alla censura sui libri, alla polizia del clero secolare, alle monache, alle chiese ed alle città della diocesi di como, alle accademie di Milano e Mantova. In questa nuova fase del suo impegno politico, nel 1788 soppresse alcune parrocchie della città di Como spesso tacciate di mancanze sia a livello spirituale che economico. Per l'Università di Pavia, riformò i programmi sul modello di quella di Vienna, istituendo una cattedra per lo studio delle fonti della teologia, oltre alla patristica ed alla storia della teologia, proponendo con forza lo studio di autori e scrittori giansenisti e gallicani che avrebbero nella sua ottica rafforzato il ruolo dello stato nella mentalità dei nuovi studenti.

### Il ruolo nella Repubblica napoleonica Italiana
A partire dal 1796 e sino al 1802, il Bovara condusse una vita sostanzialmente lontana dagli ambienti di governo perché la Lombardia ormai occupata dai francesi, lo vedeva come un personaggio scomodo del precedente governo austriaco. Quando Francesco Melzi d'Eril divenne vicepresidente della Repubblica napoleonica Italiana, dovette riprendere in mano quelle stesse problematiche emerse nel rapporto stato-chiesa, pensò di rivolgersi al Bovara che ben conosceva ed ottenne la sua nomina a Ministro del Culto da parte del Bonaparte. Tra le prime riforme da lui proposte vi fu il restituire ai vescovi la possibilità di nominare i parroci che precedentemente erano stati concessi di elezione popolare, tenendo conto che ora i vescovi erano stati equiparati da Napoleone a dei funzionari statali. Ancora una volta il Bovara tentò di portare avanti le riforme già iniziate sotto il governo di Giuseppe II ma si trovò ostacolato dalle sempre presenti difficoltà finanziarie.
L'influenza del Bovara durò ad ogni modo pochi anni perché già con la costituzione del Regno napoleonico d'Italia molte critiche gli vennero mosse contro dallo stesso Napoleone che odiava l'intromissione di Giovanni in ambienti politici che non lo riguardavano e che comunque egli sosteneva essere di fondo un austricante. Tuttavia, malgrado questa opposizione, Bovara si dimostrava un ottimo funzionario e per questo nel 1811 venne inviato a Parigi al concilio nazionale convocato da Napoleone stesso a cui presero parte vescovi ed arcivescovi dei territori francesi ed i due ministri del culto di Francia ed Italia.
Tornato in Italia, ormai anziano, si ammalò gravemente e morì a Milano il 12 ottobre 1812.
Stemma napoleonico: Inquartato: al primo franco, di verde alla testa di leone strappata d'oro; al secondo di porpora, con una facciata d'un Tempio a quattro colonne d'oro: al terzo, d'azzurro colla croce di S. Andrea d'argento: al quarto di verde con un cubo d'argento.